# Sint-Pieters-Bandenkerk (Bertem)
Sint-Pieters-Bandenkerk is de kerk van het Belgisch dorp Bertem. Ze is een van de best bewaarde christelijke cultusgebouwen in Maas-romaanse bouwstijl van Brabant.
In de 19e eeuw was de Sint-Pieterskerk echter erg verwaarloosd. In 1874 werd besloten ze af te breken. Alphonse Jacobs schreef in dat jaar echter een verhandeling waarin hij de kerk als een van de belangrijkste uit de Belgische geschiedenis beschreef. Dit wekte de interesse van de overheid en deze verhinderde de afbraak, die trouwens ook niet zou doorgegaan zijn wegens geldgebrek.
In 1900 en in 1934-35 werd de kerk gerestaureerd. Op 1 februari 1937 werd de Sint-Pieterskerk als monument beschermd.
Enkele bezienswaardigheden zijn:

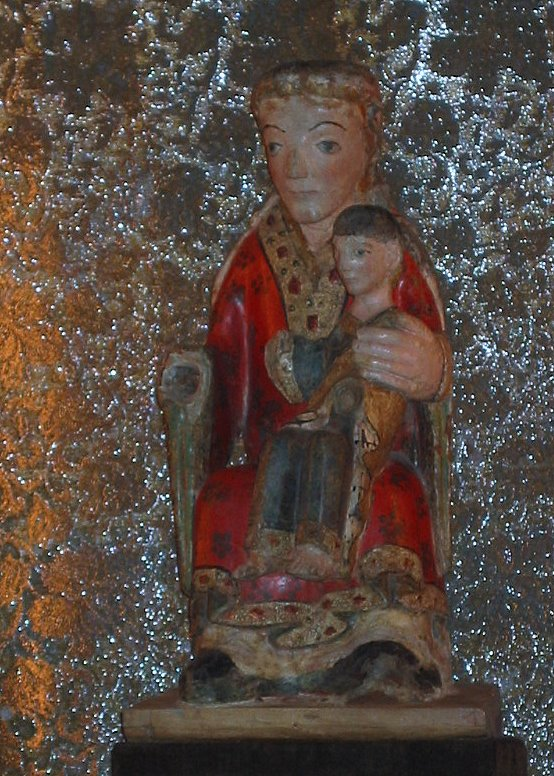
Het Onze-Lieve-Vrouwebeeldje

- Het Vagevuur: In de 19e eeuw werd dit langs de hoofdtoren van de kerk gebouwd. Het Vagevuur is een soort van 'tempeltje' waarin de notabelen van het dorp begraven werden.
- De Paradijspoort: Een 13e-eeuwse, laat-romaanse poort. Oorspronkelijk werd ze gebruikt door de heren van Bertem als die het misoffer bijwoonden. Later is ze dichtgemetseld, maar nu geeft ze uit op de in 1935 gebouwde sacristie.
- Het orgel: Het werd gebouwd in 1829 door de firma Van Peteghem uit Gent, in 1831 werd het geplaatst.
- Het Onze-Lieve-Vrouwebeeldje: Oorspronkelijk stond het in een kapelletje (het Kappelletje aan de Linde), maar toen dat moest verdwijnen door de aanleg van de A3 werd het overgemaakt aan de kerk. Het beeld is een oude Sedes Sapientiae, met een hoogte van 47 centimeter. Tussen 1971 en 1975 werd het gerestaureerd. Toen werd het gedateerd op het einde van de elfde eeuw. In de loop der jaren zijn alle handen en de stoel van Onze-Lieve-Vrouw verdwenen.
- Een 17e-eeuwse biechtstoel, een preekstoel en een doopvont uit dezelfde periode en een gotisch kruisbeeld

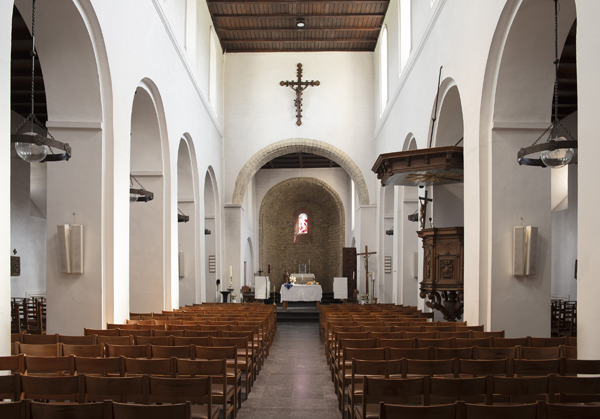
Interieur
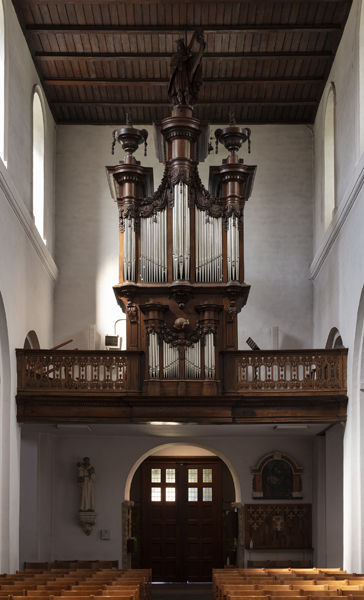
Van Peteghem-orgel (1827)
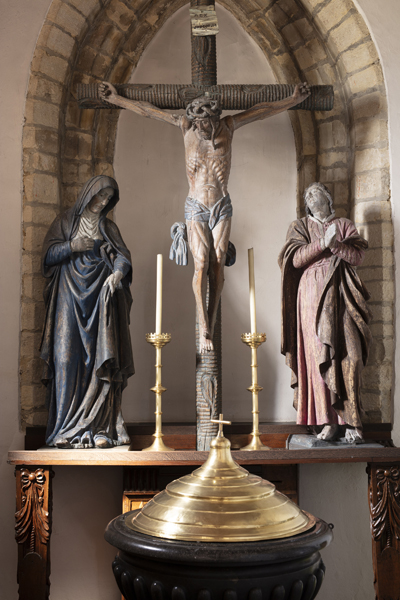
Calvarie (16e eeuw)
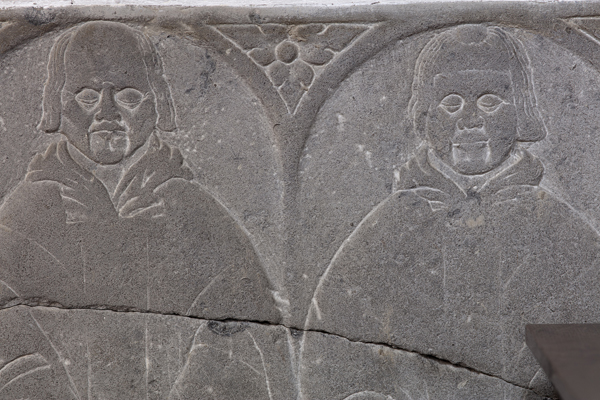
Grafsteen Henricus en Joannes Vandervoirt (1571)